# Російсько-Балтійський вагонний завод

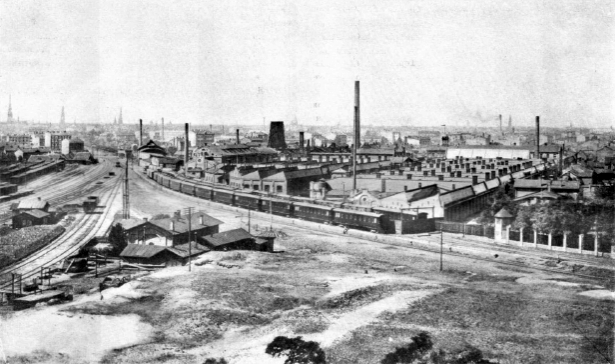
РБВЗ, Рига, 1909 рік

Акціонерне товариство «Росі́йсько-Балті́йський ваго́нний заво́д» (РБВЗ) — підприємство Російської імперії, що спеціалізувалось на виробництві вагонів, сільськогосподарських машин, гасових двигунів, кораблів, літаків, а наприкінці і автомобілів різного призначення.
1910 р. Офіційно відкрито філіал техобслуговування у Петербурзі
 
1915 р. Усі філіали з Риги евакуйовані в Москву, Петроград, Твер.

1917 р. Офіційно відкрито філіал «Другий автомобільний завод» в Петрограді (район Філі)

1918 р. Підприємство націоналізовано.
-Створення училища (Я. Берзінш)

## Заснування і виробництво вагонів
Значна частина вагонобудування Російської імперії кінця XIX ст. була повʼязана із Ригою.
Перша в Балтійському регіоні залізниця, що поєднувала Ригу і Динабург (нині Даугавпілс), була офіційно відкрита у 1861 році.
Німецько-голландська фірма Van der Zypen und Charlier 1869 року отримала замовлення на виготовлення 500 вагонів для Ризько-Динабурзької залізниці. Щоб обійти високе ввізне мито на вагони, у 1869 році в Ризі було створено філіал підприємства. З часом філіал був перетворений на відкрите акціонерне товариство «Російсько-Балтійський вагонний завод». Пік виробництва припадає на 1900 рік — 5513 товарних і 219 пасажирських вагони. Завод став одним з найбільших машинобудівних підприємств в Російської Імперії. Розміщувався на вул. Валмієрас (нині — мікрорайон Грізінькалнс). В 1912 займав територію у більш ніж 20 га, складався із 50-ти цехів, капітал 9,6 млн рублів. Чисельність працівників сягала чотирьох тисяч чоловік. Акціонер заводу Оскар Фрейвіт 1895 року паралельно заснував ще один вагонобудівний завод — «Фенікс». 1906 року обидва підприємства увійшли в синдикат «Продвагон», котрий до 1914 року обʼєднав 14 виробників вагонів — майже 97% усього вагонного виробництва Російської імперії. До 1913 року контроль над РБВЗ повністю перейшов до Російсько-азіатського банку.

## Автомобільний відділ
1908 року у Ризі створено автомобільний відділ. Директор — Іван Олександрович Фрязіновський. На посаду головного конструктора був запрошений 26-літній Жульєн Поттера (Julien Potterat), котрий перед цим працював на бельгійській фірмі Фондю (Fondu). Автомобілі Фондю стали прототипами перших Руссо-Балтів. Власне із самого початку автомобілі випускались під назвою «Русско-Балтийский». Назва Руссо-Балт закріпилась внаслідок скорочення назви французькою — Russo-Baltique (Руссо-Балті́к).
Наприкінці 1910 року акціонерне товариство РБВЗ придбало «Екіпажну фабрику Фрезе і К» — російського автовиробника-першопрохідця. Майстерні підприємства знаходились у Петербурзі на Ертельєвському провулку, 10 (нині вулиця Чехова). Їх було перетворено на станцію техобслуговування автомобілів РБВЗ.

### Перші легкові автомобілі
За два роки до появи у Ризі, Жульєн Поттера у Вілворде на заводі Fondu налагодив виробництво моделі 1CHF (20/24CV).  Перші його автомобілі у Ризі конструктивно були дуже схожі на бельгійські і навіть систему літерно-цифрових маркувань отримали подібну.

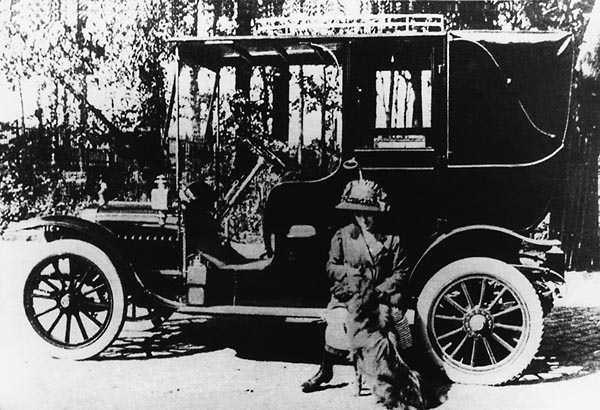
Руссо-Балт серії К

#### Модель С
Перший автомобіль. Виготовлено (8 червня, 26 травня…)26 травня 1909 р.[?] Отримав назву С-24/30. Об'єм двигуна 4501 см³, 24 — розрахункова потужність двигуна в кінських силах, 30 — максимальна потужність. Надалі випускались модифікації: С-24/35 (1912—1914); С-24/40 (1913—1918). Модель стала найбільш масовою — випущено всього 347 екземплярів.

#### Модель К
Випускалась у 1909, 1910 роках. Робочий об'єм двигуна 2211 см³.
Наступна модифікація К-12/20 (1911—1913) застосовано водяне холодження двигуна без насоса.
К-12/24 (1914 р.).
Всього за 6 років було випущено 141 автомобіль моделі К.
Кожна модель випускалась так званими «серіями» (напр. К-12/14 і К-12/20 — дві різні серії однієї моделі K). Тиражі кожної серії дуже різнились. Могли складати від 2 до 100 шт.
Окрім того могли бути замовлені різні варіанти кузова.

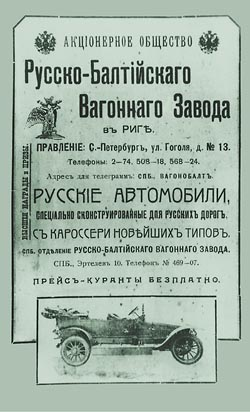
РБВЗ, реклама автомобілів

Незважаючи на великий інтерес до Руссо-Балтів на Третій міжнародній петербурзькій виставці 1910 р., продано було на багато менше автомобілів ніж очікувалось. Зокрема в Петербурзі близько 20-ти, по кілька машин в інших містах і жодного — в Москві. Цьому могли сприяти ціни. Руссо-балт моделі К коштував 5500 рублів, модель С — 7500 рублів. Для порівняння автомобілі Рено і Опель коштували 5000 рублів. Є відомості, що Великий князь Костянтин Костянтинович Романов придбав три Руссо-балти, велика княжна Марія Павлівна Романова — один моделі К12-20 з шасі № 4 II серії.
В 1910 два автомобілі було придбано для царського двору. К12-20 № 217 і модель С24-40 № 270, обидва з кузовом ландоле. Всього автопарк царської сім'ї налічував 58 автомобілів різних марок з яких лише 10 обслуговували царську сімʼю. Однак особисто цар надавав перевагу іншим маркам. Є відомості, що один з Руссо-Балтів царського гаража перебував у Севастополі.

### Співпраця з російською армією
Восени 1910 року, тобто трохи більше ніж через рік після випуску першого автомобіля, Управління військових сполучень Генерального штабу, відправило на завод капітана П. І. Секретева для всесторонньої інспекції. В рапорті Секретев відзначив, що завод придатний для щорічного випуску 300 автомобілів. Окрім того відмітив хорошу локалізацію виробництва. За кордоном виготовлялись лише манометр радіатор і магнето. В подальші роки на замовлення Російської армії загалом було випущено 403 автомобіля. Зокрема один із двох збережених донині автомобілів із шассі № 73 був замовлений повітроплавальною школою в Твері.

### Нові легкові і вантажні моделі
Перші вантажні автомобілі були розроблені вже під керівництвом нового головного конструктора (з 1913 р.) німця Ернста Фалентина. Цікавим є факт, що починаючи з 1910 року в заводських проспектах був зображений вантажний автомобіль. Згадували про нього також і в пресі. Однак П. Секретeв в своєму рапорті вказує, що «вантажних автомобілів не бачив». Можливо, що за вантажний Руссо-Балт видавали швейцарський Arbenz, котрий на заводі використовували для внутрішніх перевезень по території заводу.

#### Модель D
Вантажівки з вантажопідйомнітю до 1 т.
На базі шассі моделі D було створено почтові, інкасаторські, санітарні, пожежні автомобілі.
Вперше на заводі використали чотирьохступінчасту коробку передач. Із часом вона стала використовуватись і на легкових авто.
D35/60

#### Модель М
Вантажівки з вантажопідйомністю до 3 т.
Значною мірою уніфіковані із вищезгаданою легковою моделлю С. 
М24/35 1912 р. Автомобіль мав відкриту кабіну. 

М24/40 XV серії 1914 р. Ланцюговий привод на задні колеса. Вантажопідйомність 2000 кг.

#### Модель Т
Т-40/65 — проектована на замовлення армії вантажівка-тягач. Вантажопідйомність 5 т. Макс швидкість до 20 км/год., затрати пального 56 л/100 км, споряджена маса 4320 кг.
Шассі Т-40/65 використовувалось як платформа для зенітних гармат і бронеавтомобілів.

### Раллійні досягнення
С-24/58 за характерну обтічну форму і колір отримав прізвисько «Російський огірок»

С-24/55 ІІІ Шассі№ 9 для раллі Монте-карло

### Два збережені екземпляри

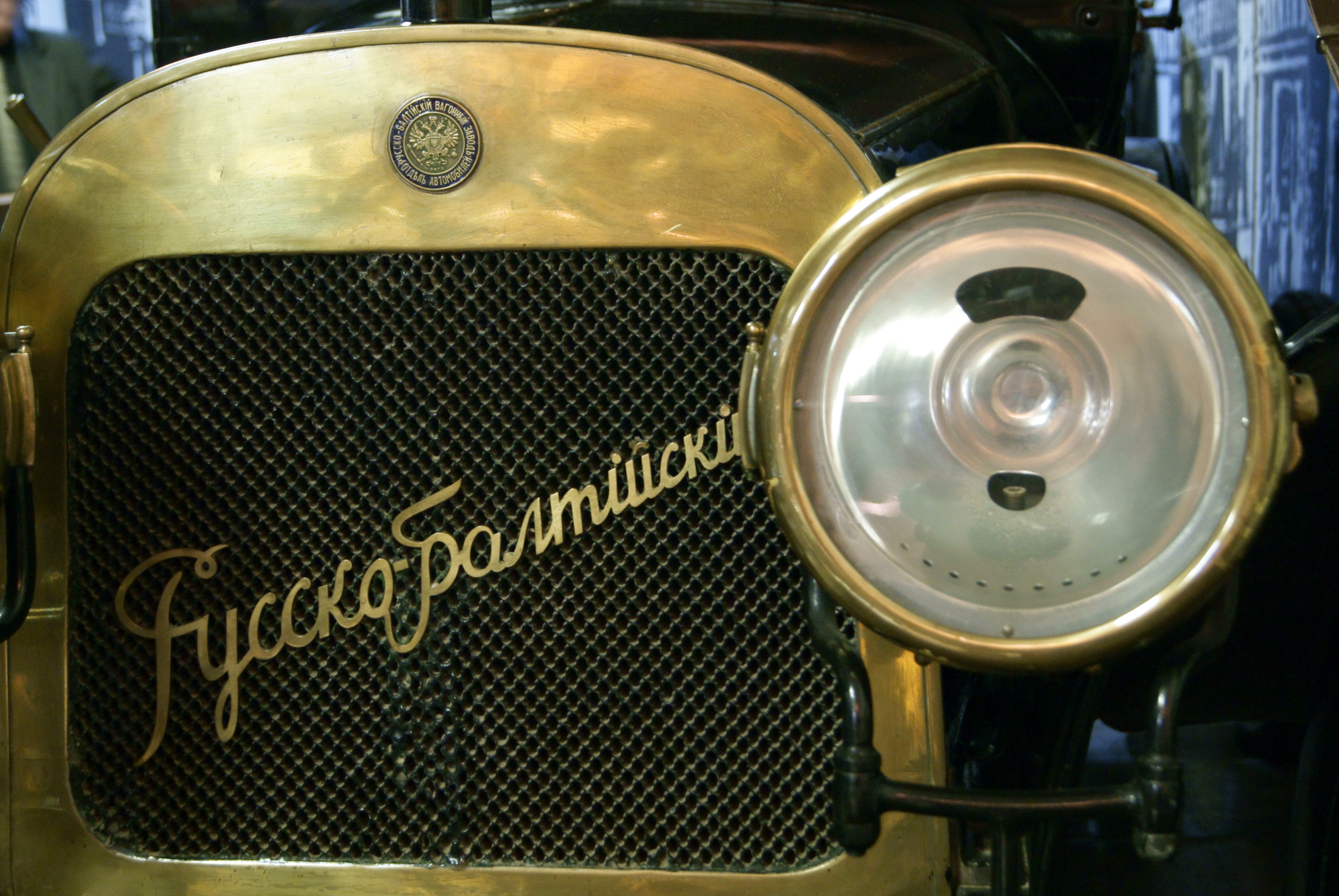
С-12/20 шассі № 73 у Москві. Решітка радіатора і ацетиленовий ліхтар. Логотип «Русско-Балтийский вагонный завод. Отдел автомобилей»

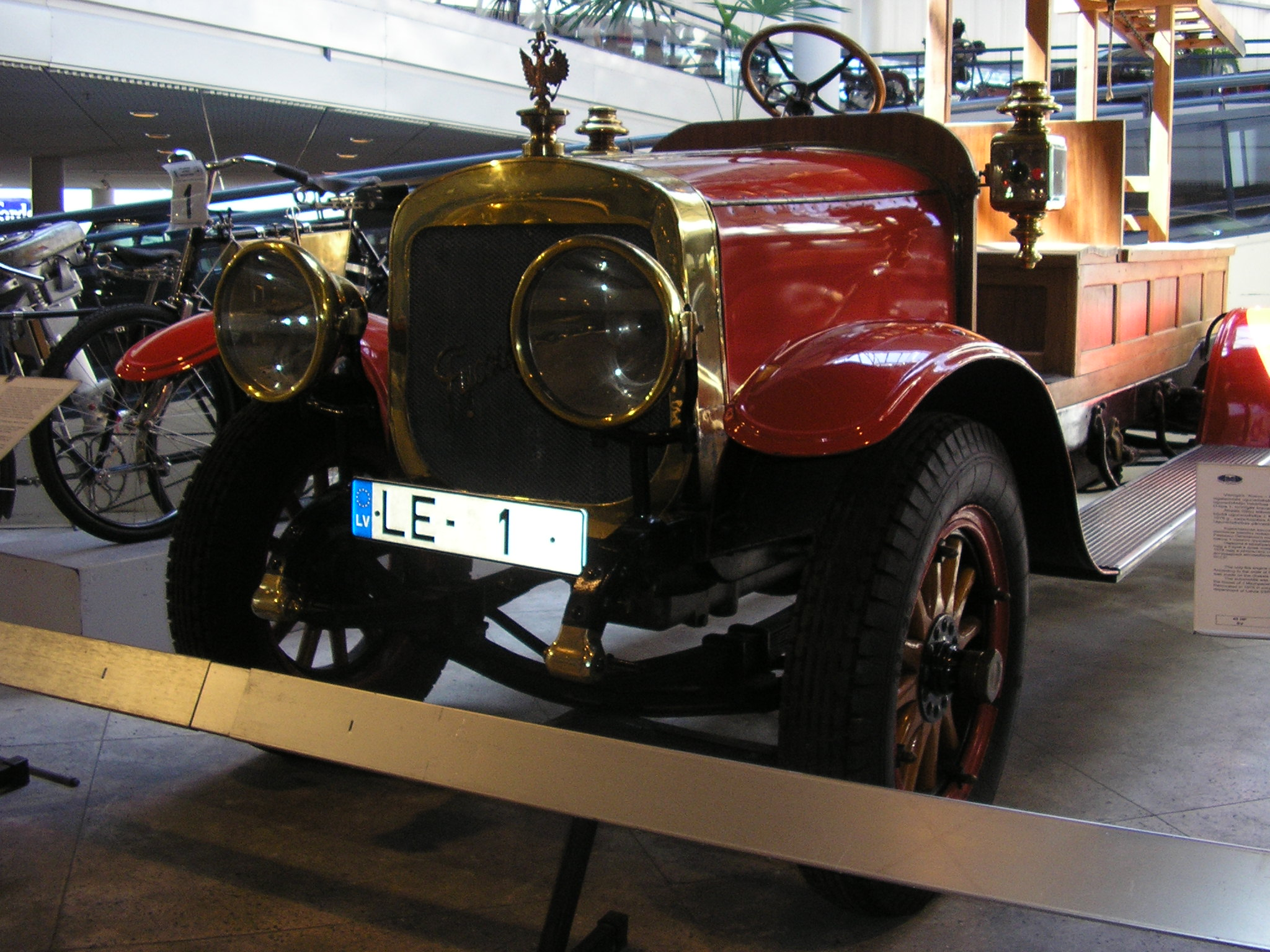
Пожежний D-24/40 у Мотормузеї в Ризі

До моменту евакуації в 1915 р за різними оцінками, завод виготовив від 610 до 1100 автомобілів (є і оцінка з нижньою межею — 451). Збереглись лише два екземпляри. Один знаходиться в політехнічному музеї в Москві. Другий — в Мотормузеї в Ризі.
1965 року з допомогою ДАІ РРФСР було знайдено відомості про те, що 1929 року автомобіль з державним номером 5681 був куплений мешканцем м. Кімри Тверської обл. А. А. Орловим (ініціали перевірити). Як виявилось останні 24 роки автомобіль простояв у гаражі через поломку, а потім був проданий Кіностудії ім. Горького. Визнавши автомобіль непридатним для зйомок, кіностудія подарувала автомобіль Політехнічному музеєві. Для реставрації Руссо-Балт був переданий Науковий Автомоторний Інститут (НАМІ). В 1988 році Руссо-Балт експонувався в Автомобільному музеї в Брюселі.
Руссо-Балт К-12/20 має штамповану з листової сталі раму, кузов типу «торпедо» і — вперше в Росії — чотирьохциліндровий рядний двигун з цільним блоком. Карбюратор власної конструкції, зчеплення сухе, конусне, трьохсупінчта КПП з заднім ходом. Компонування автомобіля класичне: двигун спереду, привод на задні колеса через карданний вал в захисному кожуху, дифференціал. Колеса з пневматичними шинами на дерев'яних дисках. Для освітлення дороги встановлені ацетиленові ліхтарі з малогабаритними газогенераторами. Брезентовий відкидний тент. В цілому автомобіль відповідав усім вимогам комфорту і моди свого часу, а також дорожнім умовам Росії.
1976 році членами Клубу антикварних автомобілів у Латвії недалеко від Риги знайдено залишки пожежного Руссо-Балта D-24/40. Через два роки автомобіль було повністю відновлено і передано у Ризький музей пожежної техніки, через брак у клубу власного музею. Зараз автомобіль експонується у Мотормузеї в Ризі..

## Авіаційний відділ
У 1911 році в Ризі створено авіаційну майстерню і того ж року її перенесено до Санкт-Петербурга. В квітні 1912 року головним конструктором призначено Сікорського Ігора Івановича, а майстерню реорганізовано в авіаційний відділ РБВЗ. Попри переїзд до Санкт-Петербурга, деякі деталі літаків продовжували виготовляти в Ризі.
У 1912—1913 роках було збудовано ряд одномоторних літаків, зокрема біплани С-6Б і С-10 (переможці конкурсів військових літаків в 1912 і 1913), моноплан С-12, випущений невеликою серією, гідролітаки-біплани С-5а і С-10 «Гідро», прийняті у невеликій кількості морським відомством. З 1913 року створюються багатомоторні літаки. Біплан «Гранд» (відомий також як «Великий Балтійський» і «Гранд-Балтійський»), оснащений двома спареними установками двигунів по схемі «Тандем». На першому етапі випробувань задіяні були тільки 2 передніх двигуни, а 2 задніх були як би резервними, далі силова установка стала використовуватись повістю, а в кінцевому результаті двигуни встановили на крилі в ряд (в цій, надалі класичній, компоновці літак отримав назву «Русский витязь»).
До кінця 1913 року по такій же схемі був побудований новий літак — «Ілля Муромець» (російською Илья Муромец або «ИМ»). На початку Першої світової війни, в грудні 1914, була створена ескадра «ИМ» з технічним обслуговуванням її силами заводу. Формування цього зʼєднання тяжких літаків, оснащених бомбардувальним і стрілково-оборонним спорядженням, було початком появи бомбардувальної авіації. В умовах воєнного часу завод (початково в Ризі) освоїв виробництво двигунів РБЗ-6 з рідинним охолодженням потужністю 110 кВт, котрі встановлювались на декотрих серіях «ИМ». Для супроводу бомбардувальників в 1915 року був створений двохмісний літак РБВЗ С-16 — один із перших в класі літаків-винищувачів. Він був озброєний нерухомим (можливо стаціонарним) кулеметом із синхронізатором стрільби. Деколи додатково встановлювався рухомий кулемет для стрільби назад.
Максимальна швидкість 120 км/год, стеля 3500 м.
С-17 одномоторний біплан призначений для розвідки. Для покращення нижнього обзору мав просвіти між фюзеляжем і нижнім крилом (нижнє крило кріпилось на тонких лонжеронах).  Випущений в двох екземплярах у 1915 році. Обидва після випробувань відправлені на фронт.
З 1911 завод на замовлення військового відомства будував літаки французьких марок («Ньюпори», «Блеріо», «Фармани»), в той час як винищувачі РБВЗ, що добре себе зарекомендували, були випущені у вкрай обмежених кількостях. Всього за період 1912—1917 заводом було випущено 240 літаків різних типів.
Олександр Невський - єдиний екземпляр літака збудований у 1917 році. Встиг зробити лише один випробувальний політ.
59°59'34"N 30°17'29"E-координати заводу

## Суднобудівний відділ
До початку Першої світової війни на Мюльграбенській верфі було закладено чотири есмінця типу «Гавриїл». Відомо, що 14 серпня 1914 року готовність їх корпусів становила 35, 22, 17 і 8 відсотків. В липні 1915 року через загрозу захоплення Риги німцями, усю сталь зі стапелів, станки і частину обладнання було вивезено морем до Петрограду.

## Евакуація і подальша доля заводу

### Рига
Під час Першої світової війни (восени 1915) завод з Риги евакуйовано. Автомобільний відділ переведено в Москву і Петроград.
В часи першої Латвійської республіки в пустому приміщенні колишнього заводу розмістились численні кустарні майстерні. В часи перебудови організовано кооператив, що виготовляє причепи до легкових автомобілів. Згодом кооператив взяв назву «Руссо-Балт».

### Москва
1916 року правління акціонерного товариства купило для евакуйованого заводу підмосковне помістя Покровське-Філі (нині район Москви «Філі») у спадкоємців купця Павла Шелапутіна.
- 1 липня 1917 завод відкрито під назвою «Другий автомобільний завод Руссо-Балт»
- 1918 року завод націоналізовано і постановою Ради Народних Комісарів перейменовано в Перший державний бронетанковий завод.
- 1922 року випущено 5 автомобілів «Руссо-Балт». Наступного року завод передано в концесію фірмі «Юнкерс», почато випуск літаків Ю-20, Ю-21.
- 1 березня 1927 концесію ліквідовано і завод перейменовано в «Державний авіаційний завод № 7», а невдовзі в «Завод № 22 імені 10-ліття Жовтня».
- 1933 року заводу присвоєно імʼя С. П. Горбунова.
- 1941 завод евакуйовано в Казань (нині це Казанське авіаційне виробниче об'єднання ім. С. П. Горбунова).
- 1945 завод у Москві перетворено на «Завод № 23».
- 1961 завод перейменовано в «Машинобудівний завод ім. Михайла Васильовича Хрунічева» (нині це Державний космічний науково-виробничий центр ім. М. В. Хрунічева).

Завод виготовляв літаки-розвідники Р-3, Р-6, винищувач И-4, бомбардувальники ТБ 1, ТБ-3, ДБ-А, СБ, ИЛ-4, ТУ-2, ТУ-4, Пе-2, пасажирські АНТ-9 і АНТ-35, тяжкі гелікоптери МИ-6 і МИ-8.
З 60-х років завод працює в ракетно-космічній галузі. Випущено міжконтинентальні балістичні ракети УР-100, УР-200, серію ракет-носіїв «Протон» для радянської «місячної програми». Завод брав участь у розробці модулів Міжнародної Космічної Станції.

### Петроград
- 1918 року літакобудівний підрозділ в Петрограді був націоналізований.
- 1920 об'єднаний з Авіаційним заводом В. О. Лебедєва і заводом «Гамаюн» С. С. Щетініна. Отримав нову назву Державний об'єднаний авіаційний завод № 3. Пізніше перейменований на «Красный летчик». Надалі назва змінювалась ще кілька разів: «Завод № 23», «Завод № 272». Профіль зберігся — літаки, а згодом і гелікоптери.
- 1941 евакуйований в Новосибірськ, де ввійшов до складу авіазаводу № 153.[8][9]
- 1958 року завод переходить на виготовлення ракет протиповітряної оборони, а також ракет типу «повітря-земля».
- 1967 перейменовано на «Ленинградский Северный Завод». Основним профілем заводу стало виробництво військових ракетних комплексів С-200 і С300 ПМУ.
- 90-ті роки завод починає паралельно випускати найрізноманітнішу продукцію народного споживання.[10][11]

### Твер
Вагонний підрозділ переведено в Твер. Там він був обʼєднаний із місцевим Верхньоволзьким заводом залізничних матеріалів, котрий також перейшов під контроль ВАТ РБВЗ. 26 жовтня 1918 року завод було націоналізовано радянською владою і перейменований в Тверський вагонобудівний завод. 1931—1990 — Калінінський вагонобудівний завод.
Цікавим є факт, що вагонобудівний завод «Фенікс», заснований акціонером РБВЗ, евакуювати не вдалось. Хоч і існував план евакуації у м. Рибінськ. Нині відомий під назвою «Ризький вагонобудівний завод», торгова марка «RVR».
Після революції один із Руссо-Балтів царського гаража було передано наркомові освіти В. А. Луначарському.

## Спроби відродити автомобільну торгову марку

Руссо-Балт Імпрешн

### Руссо-Балт Імпрешн
1999 року в Москві було засноване дизайнерське ательє А:Level. Офіс знаходився за адресою Москва, Вознесенський пров. 16/4. У 2001 році стало відоме завдяки своєму концептуальному автомобілеві Volga V12, створеному на базі німецького BMW 850 CSI і радянського ГАЗ 21. На той час це був єдиний автомобіль створений компанією. В 2002 році в ательє розробили дизайн автомобіля в стилі 30—40-х років XX ст. Було оголошено конкурс і ескіз переможця (Звіад Циколія) взятий за основу. Інвестиції близько 2 млн дол. були зроблені російським підприємцем, власником торгової марки «Руссо-Балт», Віктором Такновим. В 2002 р. A:Level була перейменована на «Руссо-Балт». Було побудовано купе «Руссо-Балт Імпрешн». Автомобіль демонструвався в Європі на конкурсі Concorso d’Eleganza Villa d’Este 2006 р. і на автосалоні в Женеві в 2007 р. Для виготовлення використано виробничі потужності фірми «Gerg Gmbh» розташованої під Мюнхеном.
Деякі технічні дані автомобіля: 12-циліндровий силовий агрегат Mercedes-Benz із подвійним турбокомпресором, потужністю 555 к. с. 6-ступінчаста автоматична коробка передач, пневмопідвіска. Цікаві особливості — світлодіодні ліхтарі і дах зі змінною прозорістю.
Автомобіль вирішено випускати дрібними серіями по 10—15 на рік. Орієнтовна ціна — 1,8 млн долл. Планувалась також розробка ще одного автомобіля класу GT. Було отримано 2 замовлення. Однак виробництво так і не почато.

### PROMBRON’ (ex. Russo-Baltique)
Латвійська фірма DARTZ, що спеціалізується на виробництві віконних плівок, виготовила на заводі в Таллінні (Естонія) броньований позашляховик під назвою «PROMBRON’ (ex. Russo-Baltique)». На логотипі автомобіля окрім вищевказаної назви зображений також серп і молот. На своєму сайті фірма позиціонує автомобіль, як «продовжувача традицій Руссо-Балта». 16 квітня 2009 року два автомобілі «PROMBRON’ (ex. Russo-Baltique)» були представлені на автовиставці Top Marques Monaco. В інтернет-публікаціях відбувається багато спекуляцій на тему відродження «Руссо-Балта», фірмою DARTZ, попри те, що сама фірма не володіє торговою маркою «Руссо-Балт».

## Основні джерела
- Лев Шугуров «Колеса надежды». (рос.) Переглянуто 18 лютого, 2010
- История автомобиля в России. Автомобили РБВЗ (рос.) Переглянуто 19 лютого, 2010
- Газета «Филевский парк» 12 жовтня 2007 (рос.)
- Фили - Байконур - орбита (рос.) Переглянуто 21 лютого, 2010